# Temnophyllus
Temnophyllus is een geslacht van rechtvleugeligen uit de familie sabelsprinkhanen (Tettigoniidae). De wetenschappelijke naam van dit geslacht is voor het eerst geldig gepubliceerd in 1895 door Redtenbacher.

## Soorten
Het geslacht Temnophyllus omvat de volgende soorten:
- Temnophyllus atrosignatus Brunner von Wattenwyl, 1895
- Temnophyllus insularis Beier, 1954
- Temnophyllus knighti Kirby, 1911
- Temnophyllus sjostedti Karny, 1924
- Temnophyllus speciosus Brunner von Wattenwyl, 1895